# ザ・ランドマーク名古屋栄
ザ・ランドマーク名古屋栄（ザ・ランドマークなごやさかえ）は、愛知県名古屋市中区錦三丁目に建設中の超高層ビルである。
2026年夏頃の開業が予定されており、ホテル、オフィス、シネコン、商業施設、駐車場を備えた複合商業ビルとなる。計画名は「錦三丁目25番街区計画」で、初期段階では「錦三丁目25番街区市有地等活用事業」と呼ばれていた。

## 概要
ザ・ランドマーク名古屋栄は、地下鉄東山線・名城線「栄駅」と直結し、クリスタル広場（サカエチカ内）とも接続する。高さは約211.7メートルで、中日ビルを抜いて栄エリアで最も高いビルである。地上41階、地下4階の規模を有し、延べ床面積は109,679.74平方メートルである。設計は三菱地所設計と竹中工務店が担当し、施工も竹中工務店が行っている。2022年7月1日に着工し、2026年3月の竣工、2026年夏頃の開業を目指している。

## 施設構成
施設の各階層は以下の通りである。
- 地下2階 - 地上4階：商業施設（J.フロント リテイリンググループが運営）
- 5階 - 9階：シネコン（TOHOシネマズ、栄地区初、5スクリーン以上を予定）
- 10階 - 11階：ホテル施設（バンケット、会議室、国際MICE対応）
- 12階：スカイロビー（3層アトリウム構造）
- 13階 - 14階：コワーキングスペース、会議室、ライブラリ、プライベートワーク機能
- 15階 - 30階：オフィス（総賃貸面積約25,000平方メートル、標準階面積約1,600平方メートル）
- 31階 - 41階：コンラッド名古屋（170室、うち29室はスイート、標準部屋面積約50平方メートル）

ホテル内には、31階に受付ロビーとオールデイダイニング、32階にスパ・プール・ジム、40階にルーフトップバーが設置される。また、地下鉄コンコースや地下街と計3箇所で接続する予定である。

## 歴史

### 計画の経緯
2019年、名古屋市は「錦三丁目25番街区市有地等活用事業」として事業提案の募集を開始した。この事業は、栄地区の中心地にある市有地（栄広場）を活用し、国際競争力の強化と当地域の魅力向上を目指すものであった。評価委員会による審査の結果、2020年3月に三菱地所を代表とするグループ（日本郵政不動産、明治安田生命保険、中日新聞社）が事業候補者に選定された。なお、次点は住友商事を代表とするグループ（名古屋鉄道、中部電力、名鉄不動産、名古屋テレビ放送、SMFLみらいパートナーズ）。
2020年5月20日、名古屋市は事業候補者の決定を発表し、土地売却価格は約149億円となった。2022年6月8日に国土交通省から優良な民間都市再生事業計画として認定された。

### 建設工事
2022年6月13日に起工式が行われ、7月1日に着工した。2025年2月5日には上棟式が執り行われ、2026年3月の竣工、2026年夏頃の開業が予定されている。2021年9月13日には、愛知県と名古屋市から高級ホテル立地促進補助事業に認定され、国際MICE対応の施設としての位置付けが強化された。
2024年7月24日、正式名称が「ザ・ランドマーク名古屋栄」に決定した。

### 設計とコンセプト
設計コンセプトは「SAKAE URBAN FABRIC」であり、名古屋の新たなランドマークとして「世界」「人」「まち」を織りなす価値創造拠点を志向している。ファサードデザインは、栄の都市要素を「紡ぎ、織り、纏う」スレッドとして表現している。